# Каф (сура)
Каф (араб. ق — Каф) — пятидесятая сура Корана. Сура мекканская.  Состоит из 45 аятов.

## Содержание
Сура рассказывает о воскресении людей после смерти. Говорится о том, что попытки неверующих в День воскресения отречься от неверия, которого они придерживались в земном мире, возлагая ответственность на шайтанов, приставленных к ним, не поможет им, а спор между ними кончится тем, что все они будут брошены в адский огонь, в то время как верующим Аллах дарует вечное блаженство в раю. Посланнику велено быть твёрдым и последовательным в поклонении Аллаху.

 Каф. Клянусь Славным Кораном! ۝ Но удивились они тому, что к ним явился предостерегающий увещеватель из них самих, и неверующие сказали: «Это - нечто удивительное! ۝ Неужели это (воскрешение) произойдёт после того, как мы умрём и станем прахом? Это возвращение невероятно!» ۝ Мы знаем, что земля отнимает от них, и у Нас есть сохраняющее (или хранимое) Писание. ۝ Но они сочли ложью истину, когда она явилась к ним, и теперь они находятся в замешательстве. ۝ Неужели они не смотрели на то, как Мы построили и украсили небо над ними? В нем нет расщелин. ۝ Мы простёрли землю, установили на ней незыблемые горы и взрастили на ней всякие великолепные пары растений ۝ для разъяснения и напоминания каждому рабу, который обращается к Аллаху. ۝ Мы ниспослали с неба благословенную воду и взрастили посредством нее сады и зерна собранного урожая, ۝ и высокие финиковые пальмы с висящими рядами плодами. ۝ Таково пропитание для рабов. Мы оживили ею мёртвую землю. Таким же будет выход из могил! 
—  50:1—11 (Кулиев)